# 万字駅

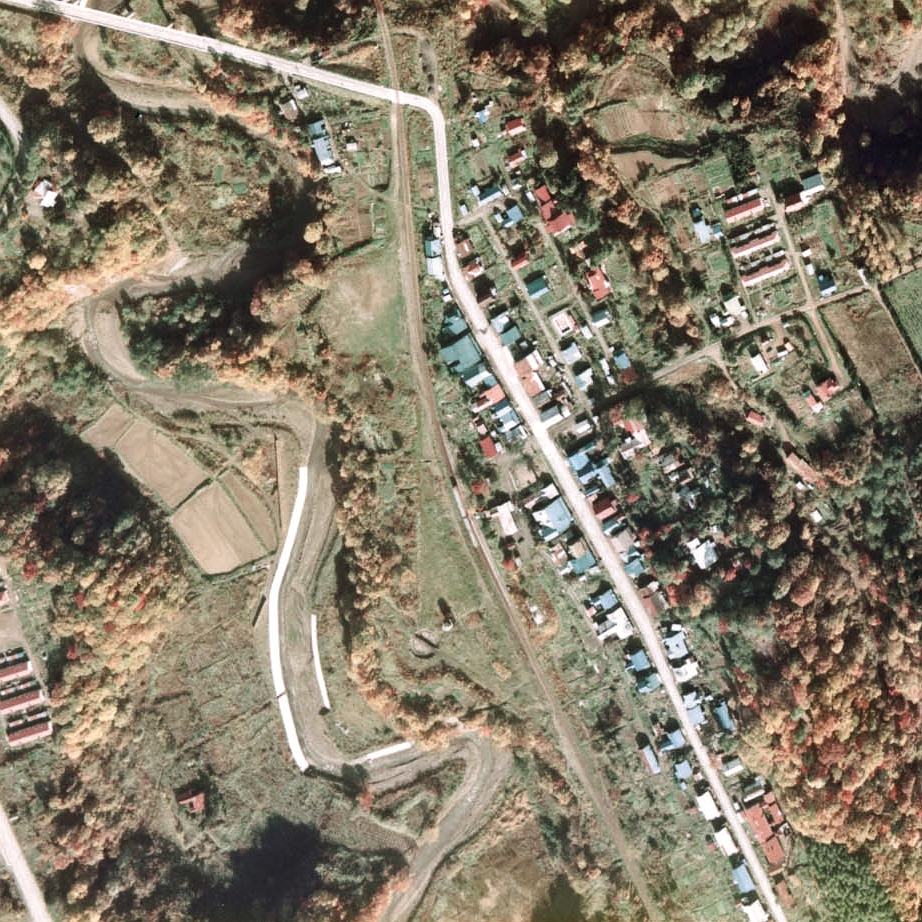
1976年の万字駅と周囲500m範囲。上が志文駅方面。単式ホーム1面1線で、駅舎はホームから約6m程高い場所にあった。駅裏には機回し線と転車台が残されている。

万字駅（まんじえき）は、北海道空知郡栗沢町万字仲町（現・岩見沢市栗沢町万字仲町）にあった日本国有鉄道（国鉄）万字線の駅（廃駅）である。電報略号はマム。事務管理コードは▲132004。

## 歴史
- 1914年（大正3年）11月11日 - 国有鉄道万字軽便線志文駅 - 万字炭山駅間開通に伴い開業[3]。一般駅[1]。
- 1922年（大正11年）9月2日 - 線路名を万字線に改称、同線の駅となる[4]。
- 1970年（昭和45年）8月17日 - 貨物取扱い廃止[1]。
- 1978年（昭和53年）4月6日 - 荷物取扱い廃止[5]。駅員無配置駅となる[6]（簡易委託化）。
- 1979年（昭和54年）3月4日 - 駅舎改築。
- 1985年（昭和60年）4月1日 - 万字線の廃線に伴い廃止となる[1]。

### 駅名の由来
当駅の所在する地名より。地名および炭鉱名は万字炭鉱の経営者、朝吹家の家紋の「卍」に由来する。

## 駅構造
廃止時点で、単式ホーム1面1線を有する地上駅であった。ホームは線路の北東側（万字炭山方面に向かって左手側）に存在した。地形の関係で駅舎よりかなり低い位置にあった。転轍機を持たない棒線駅となっていた。かつて貨物取扱を行っていた時期には給水タンクやターンテーブルも存在したが、撤去されていた。
無人駅（簡易委託駅）となっていた。有人駅時代の駅舎は改築され、乗車券が駅舎内で発券されていた。駅舎は構内の北東側に位置し、ホーム中央部分からシェルター付きの階段を上った。

## 利用状況
- 1981年度の1日乗降客数は16人[8]。

## 駅周辺
- 北海道道38号夕張岩見沢線
- 万念寺 - 駅附近[8]。髪の伸びる「お菊人形」が祀られている。
- 岩見沢市 東部丘陵線コミュニティバス「万字バス待合所」停留所

## 駅跡
1999年（平成11年）時点では駅舎が万字仲町簡易郵便局の局舎として再利用されており、旧駅舎からホームへの階段やホームも残存している。駅舎のそばには美流渡駅跡設置と同じ形状の、駅名標をかたどった「万字駅 跡碑」の看板が建立されている。2011年（平成23年）時点でも同様であった。

## 隣の駅
日本国有鉄道
万字線
美流渡駅 - 万字駅 - 万字炭山駅